# Мария Салома фон Хоенцолерн
Мария Салома фон Хоенцолерн (на немски: Maria Salome von Hohenzollern; * 1 май 1488; † 4 август 1548) е графиня от Хоенцолерн-Хайгерлох и чрез женитба графиня на Йотинген-Йотинген в Швабия, Бавария.
Тя е дъщеря на граф Айтел Фридрих II фон Хоенцолерн (1452 – 1512) и съпругата му графиня Магдалена фон Бранденбург (1460 – 1496), дъщеря на маркграф Фридрих III фон Бранденбург (1424 – 1463) и Агнес от Померания (1436 – 1512)..
Мария Салома фон Хоенцолерн умира на 4 август 1548 г. на 60 години.

## Фамилия
Мария Салома фон Хоенцолерн се омъжва на 15 март 1507 г. в Ротенбург на Некар за граф Лудвиг XV фон Йотинген-Йотинген (* 26 април 1486; † 24 март 1557), син на Волфганг I фон Йотинген-Флохберг (1455 – 1522) и съпругата му Анна фон Валдбург († 26 март 1507). Те имат 19 деца:
- Мария Сидония († 27 ноември 1596), омъжена на 29 юни 1542 г. в Йотинген за Йохан II фон Хоенфелс-Райполтскирхен-Риксинген (1518 – 1573)
- Имагина († 7 декември 1558)
- Мария Египтиака († 12 ноември 1559), омъжена на 27 януари 1539 г. за вилд-рейнграф Филип Франц фон Залм-Даун-Нойфвил (4 август 1518 – 28 януари 1561)
- Анна († 19 април 1549), омъжена на 15 март 1537 г. за фрайхер Фридрих фон Шварценберг (19 септември 1498 – 12 септември 1561)
- Зерапия († сл. 31 август 1572), омъжена ок. 21 октомври 1558 г. за граф Бартоломеус Фридрих фон Байхлинген († 20 май 1567)
- Лудвиг XVI (* 1 юли 1508; † 1 октомври 1569), граф на Йотинген-Йотинген-Харбург, женен I. на 11 септември 1543 г. в Йотинген за Маргарета фон Пфалц († 3 юли 1560), II. 1569 г. за Клаудия фон Хоенфелс († 1582)
- Волфганг II (* 1511; † 1 март 1573), граф на Йотинген-Флохберг, женен на 17 ноември 1538 г. в Мюнхен за маркграфиня Маргарета фон Баден-Пфорцхайм-Дурлах (1519 – 26 април 1574), дъщеря на маркграф Ернст фон Баден-Пфорцхайм-Дурлах
- Фридрих V (* 6 ноември 1516, † 2 февруари 1579), граф на Йотинген-Йотинген-Валерщайн, женен на 17 март 1542 г. за Еуфемия фон Йотинген (1523 – 16 март 1560)
- Мария Якобина (* 1525, † 13 декември 1575), омъжена I. на 17 август 1554 г. в замък Даун за пфалцграф Йохан II фон Зимерн (20 март 1492 – 18 май 1557), II. на 25 февруари 1560 г. в Хайделберг за граф Йохан III фон Шварценберг (1524/1528 – 30 септември 1588)
- Лотар (* 1531/1532, † 7 април 1566), граф на Йотинген, женен на 1 юни 1561 г. в Риксинген за племенницата си Клаудия фон Хоенфелс († 1582)
- Мария Салома (* 12 януари 1535; † 12 януари 1603), омъжена на 27 октомври 1560 г. във Ваймар за Хайнрих XVI Ройс-Плауен-Оберграйц (8 ноември 1525 – 22 юни 1578)
- Мария Йохана († 14 март 1577 в Йотинген), омъжена в Англия на 20 януари 1540 г. за граф Филип фон Лихтенщайн